# Шер (Німеччина)
Шер (нім. Scheer) — місто в Німеччині, знаходиться в землі Баден-Вюртемберг. Підпорядковується адміністративному округу Тюбінген. Входить до складу району Зігмарінген.
Площа — 18,72 км². Населення становить 2472 ос. (станом на 31 грудня 2020).

## Географія

### Адміністративний поділ
Місто складається з таких районів:
| Герб    | Назва       | Населення | Площа (км²) |
| ------- | ----------- | --------- | ----------- |
| Scheer  | Шер (центр) | 2150      | 11,02       |
| Heudorf | Гойдорф     | 550       | 7,70        |